# Charlotte Weber
Charlotte Weber (* 6. August 1912 in Olten; † 26. Februar 2000 in Zürich) war eine Schweizer Flüchtlingshelferin. Ihr Buch, das sie nach Abschluss der Hilfsaktivitäten schrieb, war eine der Grundlagen für die TV-Serie «Frieden», welche das Schweizer Fernsehen SRF zusammen mit Arte produzierte und 2020 erstmals ausstrahlte.

## Leben
Charlotte Weber lebte als Kind zunächst mit ihren Eltern in Spanien; die Familie zog 1927 nach Zürich zurück. Hier machte Weber 1931 ihre Matura und bildete sich danach zur Primarlehrerin aus. Später schloss sie ein Musikstudium an und arbeitete als Journalistin.
Ab 1942 engagierte sie sich in der Flüchtlingsarbeit und wurde Leiterin des Frauen-Internierten-Heims Bienenberg bei Liestal. Sie galt als liberale und fortschrittliche Leiterin und erlaubte auch Besuch in anderen Heimen in der Nachbarschaft, so etwa in den Lagern von Arisdorf oder Bad Schauenburg. Sie unterstützte die Frauen bei ihren Aktivitäten und arrangierte auch Theaterbesuche. Nach einer Meinungsverschiedenheit mit der Lagerärztin wurde sie 1944 versetzt. In den Jahren 1944 und 1945 leitete sie ein Berufsschullager für junge Frauen auf Schloss Hilfikon im Aargau. Bekannt geworden ist sie als Leiterin des Kinderheimes «Felsenegg» auf dem Zugerberg. Nach der Schliessung des Heimes emigrierte sie nach Frankreich und unterstützte dort Kinder und Jugendliche für die Auswanderung nach Israel. Ab 1953 arbeitete sie bis zu ihrer Pensionierung als Primarlehrerin in Zürich.
Der Nachlass befindet sich im Archiv für Zeitgeschichte der ETH Zürich. Er ist umfangreich und gut erschlossen. Im Nachlass befindet sich auch die Korrespondenz mit einigen ihrer Schützlinge, die in verschiedenen Ländern lebten, darunter in Israel und den USA.

## Buchenwaldkinder
Charlotte Weber war die Leiterin des Kinderheimes «Felsenegg» auf dem Zugerberg. Das Heim nahm im Rahmen der Schweizer Spende nach dem Krieg eine Gruppe von jüdischen Kindern aus dem Konzentrationslager Buchenwald auf. Diese waren zum Teil zuvor im Vernichtungslager Auschwitz inhaftiert gewesen und gegen Ende des Krieges nach Buchenwald verschleppt worden. Bei einem Grossteil handelte es sich um Jugendliche. Sie hatten ihr Geburtsdatum bewusst falsch angegeben, um damit ihre Überlebenschancen zu erhöhen. Die Kinder blieben einige Monate in einem ehemaligen Knabeninternat auf dem Zugerberg und wurden danach in die Obhut jüdischer Organisationen übergeben, die sie auf die Auswanderung nach Palästina vorbereiteten. Mit vielen von ihnen hat sie auch nach dem Aufenthalt im Kinderheim auf dem Zugerberg Kontakt gehalten: Sie hat sie unterstützt bei der Suche nach Ausbildungsmöglichkeiten, hatte Kontakt mit Schulen und Firmen. Die Korrespondenz darüber lässt sich im Archiv für Zeitgeschichte der ETH Zürich nachlesen.
Die vom Bundesrat 1944 initiierte, bis 1947 gross angelegte «Schweizer Spende» sollte ein humanitäres Zeichen der Schweiz an das vom Krieg verwüstete Europa sein. Die Aktion der Schweiz wird heute von Kritikern als Versuch bewertet, das Image der neutralen Schweiz bei den Alliierten aufzubessern. Charlotte Weber hat die Erinnerungen an diese Zeit in einem Tagebuch festgehalten und daraus einen umfangreichen Text gemacht, der 1994 in Buchform publiziert wurde. Ihre Erinnerungen flossen massgeblich in die TV-Serie «Frieden» ein, welche das Schweizer Fernsehen SRF zusammen mit Arte 2019 produzierte und 2020 erstmals ausstrahlte. Die Geschichte von Charlotte Weber wurde dabei auf mehrere Frauenfiguren verteilt.